# 麦克伦
詹姆斯·亨利·麦克伦（英語：James Henry McCallum，1893年11月19日—1984年4月20日），美国基督会传教士。南京大屠杀期间，任国际红十字会南京委员会成员。1938年7月－1939年4月，任南京国际救济委员会秘书长。

## 生平
1893年出生于华盛顿州奥林匹亚，1917年毕业于俄勒岡大学，1921年获耶鲁神学院学士学位，之后获芝加哥神学院硕士学位，并于假期时攻读纽约协和神学院博士学位。1921年，与费城的伊娃·安德森（Eva Anderson）结婚，受基督会差会差遣，两人前往中国，在南京担任传教士，并在安徽省、江西省等地旅行。
南京大屠杀期间，麦克伦的家人在江西避难，但麦克伦留在南京，管理鼓楼医院和难民救济工作，任国际红十字会南京委员会成员。1938年7月，史迈士辞去南京国际救济委员会秘书长的职务，麦考伦继任，1939年4月离职。1937年12月19日至1938年1月15日麦考伦与家人的信件，在远东国际军事法庭上被用作证词。
1946年-1951年在南京组织重建工作，在基督会差会撤离中国时组织疏散和财产转移工作。1984年于加利福利亚州去世。

## 作品
1995年，麦考伦日记的副本在上海发现，随后出版了中译版。